# Ivonne Hübner

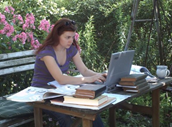
Ivonne Hübner, 2010

Ivonne Hübner (* 29. Dezember 1977 in Weißwasser/Oberlausitz) ist eine deutsche Autorin hauptsächlich historischer Romane. 

## Leben
Ivonne Hübner wuchs im ländlichen Raum der niederschlesischen Oberlausitz auf.
Nach dem Abitur in Görlitz studierte Hübner in Leipzig Germanistik, Kunstpädagogik und Erziehungswissenschaften auf Lehramt. Nach dem Staatsexamen arbeitete Hübner 2002 in Tokio und 2004 in Osaka im Goethe-Institut in der Deutsch-Japanischen Verbindungsarbeit. Danach lebte und arbeitete sie als Gymnasiallehrerin seit 2008 in Potsdam und seit 2010 in der Oberlausitz. Sie unterrichtet Deutsch und Kunst hauptsächlich in den Gymnasien in Niesky und Weisswasser.

## Werke
- Die Wegleuchte. In: Felix Woitkowsky (Hrsg.): Im Bann des Nachtwaldes. Lerato, Oschersleben 2007, ISBN 978-3-938882-43-6.
- Beitrag in Arne Hilke (Hrsg.): Wander-Lust. Anthologie zum Stichwort Fernweh. BoD, Norderstedt 2007, ISBN 978-3-8334-9113-9.
- Teufelsfarbe. Dryas, Mannheim 2007, ISBN 978-3-9811327-2-4. 2. Auflage: Dryas, Frankfurt am Main 2017, ISBN 978-3-940855-74-9.
- Im Land der Sümpfe. Dryas, Frankfurt am Main 2010, ISBN 978-3-941408-09-8.
- Die Tuchhändlerin. Dryas, Frankfurt am Main 2013, ISBN 978-3-940855-45-9.
- Die Lausitzer Musen. Gmeiner, Meßkirch 2016, ISBN 978-3-8392-1816-7.
- Das Mädchen im schwarzen Nebel. Gmeiner, Meßkirch 2017, ISBN 978-3-8392-2126-6.
- Ketzerhaus. Mitteldeutscher Verlag, Halle (Saale) 2017, ISBN 978-3-95462-785-1.
- Elbmöwen. Mitteldeutscher Verlag, Halle (Saale) 2018, ISBN 978-3-96311-055-9.